# Biografielijst Hr

## Hra
- Dmytro Hrabovsky (1985-2017), Oekraïens wielrenner
- Elias Hrawi (1925-2006), Libanees president

## Hrb
- Dominik Hrbatý (1978), Slowaaks tennisser

## Hrd
- Eva Hrdinová (1984), Tsjechisch tennisster
- Alfred Hrdlicka (1928-2009), Oostenrijks beeldhouwer, schilder, tekenaar, graficus en auteur

## Hre
- Lazar Hrebeljanović (1329-1389), Servisch vorst

## Hrg
- Branimir Hrgota (1993), Bosnisch-Kroatisch voetballer
- Mirko Hrgović (1979), Bosnisch-Kroatisch voetballer

## Hri
- Ivanka Hristova (1941-2022) Bulgaars atlete

## Hro
- Hroðgar (6e eeuw), Deens koning
- Mychajlo Hroesjevsky (1866–1934), Oekraïens historicus en politicus
- Josef Hromádka (1889-1969), Tsjechisch theoloog
- Hroswitha van Gandersheim (±935-±1010), Duits kanunnikes van de orde van de Benedictijnen
- Meta Hrovat (1998), Sloveens alpineskiester
- Bedřich Hrozný (1879-1952), Tsjechisch oriëntalist en taalkundige

## Hru
- Horst Hrubesch (1951), Duits voetballer en voetbalcoach
- Nihad Hrustanbegović (1973), Nederlands-Bosnisch concertaccordeonist, componist en muziekdocent

## Hry
- Andrij Hryvko (1983), Oekraïens wielrenner